# Підкормілля
Підкормі́лля — село в Україні, у Любешівській селищній громаді Камінь-Каширського району Волинської області. Населення становить 822 особи.

## Населення
Згідно з переписом УРСР 1989 року чисельність наявного населення села становила 834 особи, з яких 399 чоловіків та 435 жінок.
За переписом населення України 2001 року в селі мешкало 827 осіб.

### Мова
Розподіл населення за рідною мовою за даними перепису 2001 року:
| Мова       | Відсоток |
| ---------- | -------- |
| українська | 99,64 %  |
| російська  | 0,24 %   |
| білоруська | 0,12 %   |

## Церква
9 червня 2011 року у селі відбулося відкриття та освячення Свято-Духівського храму.